# Palazzo Tocco di Montemiletto
Il palazzo Tocco di Montemiletto (già palazzo Capece Galeota della Regina) è situato a Napoli, al numero civico 148 della centralissima via Toledo, nel quartiere San Giuseppe.

## Storia ed architettura
In precedenza era chiamato palazzo Tapia in quanto costruito nel 1566 su progetto di Giovanni Francesco Di Palma per il nobiluomo Egidio Tapia, giudice della Vicarìa, l'antico tribunale napoletano e poi presidente della Camera della Sommaria.
Il Tapia allora acquistò alcuni terreni limitrofi e vi costruì un altro palazzo che si poteva raggiungere direttamente dal primo tramite un ponte che scavalcava la via che divideva le due costruzioni. Il ponte, che darà il nome alla strada che sovrasta, via ponte di Tappia (con due p per via di un errore toponomastico), sarà abbattuto per i lavori di demolizione e ricostruzione del rione Carità, come del resto il secondo palazzo voluto dal Tapia.
Un importante rifacimento del palazzo fu portato a termine nel 1832 per opera dall'architetto Stefano Gasse che modificò la facciata secondo lo stile neoclassico.
Di rinascimentale è rimasto solo il portale riccamente decorato.